# Región de León
La región de León, región leonesa o reino de León es una región histórica española, definida como tal en la división territorial de España en 1833 por Javier de Burgos. Dicha división territorial agrupaba las provincias de León, Salamanca y Zamora. Como el resto de regiones definidas entonces carecía de cualquier tipo de competencias ni órganos comunes regionales de las provincias que agrupaba, teniendo un carácter clasificatorio, sin pretensiones de operatividad administrativa.
Durante la época de la II República, se concedió a la región leonesa la posibilidad de elegir un juez propio en el Tribunal de Garantías Constitucionales, y se abrió la puerta a dotar a la región, en una fecha no determinada, de su primer estatuto de autonomía propio. No obstante, el estallido de la Guerra Civil y la posterior dictadura frenaron cualquier intento autonomista serio en la región.
En 1978, en el proceso de descentralización iniciado por el Gobierno tras el fallecimiento del dictador Francisco Franco, las tres provincias fueron integradas en un "ente preautonómico" junto con las otras 8 provincias de Castilla la Vieja. Después de que los sucesivos gobiernos centrales (de UCD y del PSOE) negaran a la región la posibilidad de celebrar un referéndum en la región, en el marco constitucional, para constituirse en autonomía propia, en 1983 se consolidó esa división, formándose una comunidad autónoma de Castilla y León de nueve provincias (las tres leonesas y seis de las ocho provincias paleocastellanas).
En la actualidad, las fuerzas políticas del leonesismo (entre las que destacan UPL y el regionalista PREPAL) reclaman activamente la autonomía para la región de León (con el territorio comprendido por las tres provincias leonesas). Aunque en el pasado han existido apoyos al movimiento autonomista por parte de fuerzas políticas provincialistas en Zamora y Salamanca, como Zamora Unida o UPSa, así como por parte de partidos nacionales en la provincia de León tales como el PP y el PSOE, y en último término Podemos. Llegando a considerarse un tema transversal en la política leonesa
En las Cortes de Castilla y León, las fuerzas políticas leonesistas actualmente (elecciones de 2022) cuentan con tres procuradores por UPL de los 30 que se eligen por la región leonesa (de un total de 81), igualando su máximo histórico. El 26 de junio de 2024, la Diputación de León aprobó una moción a favor de la autonomía de dicha región, que obtuvo 13 votos favorables por parte del PSOE y UPL, y 11 negativos de la mano del PP y Vox.

## Historia

### Antecedentes
Los orígenes de la región leonesa se hallan en el antiguo reino de León, surgido a comienzos del siglo X en el noroeste de la península ibérica como sucesor del primitivo reino de Asturias. Tras la unión del reino de Castilla con el reino de León en 1230 para dar surgimiento a la Corona de Castilla, su estatuto jurídico fue asimilado al castellano con particularidades del leonés (Cortes de 1188). Durante cierto tiempo, los reinos singulares y las ciudades conservaron sus derechos particulares (entre los cuales se hallaban los Fueros de León, el Fuero Viejo de Castilla o los diferentes fueros municipales de Castilla, Extremadura y Andalucía, los concejos de León (el fuero de Oteruelo otorgado en 1417), mientras se iba articulando un derecho territorial común en torno a las Partidas (h. 1265), el Ordenamiento de Alcalá (1348) que todavía mantiene al Pisuerga como raya tradicional entre la Región de León y la de Castilla,[cita requerida] y las Leyes de Toro (1505).

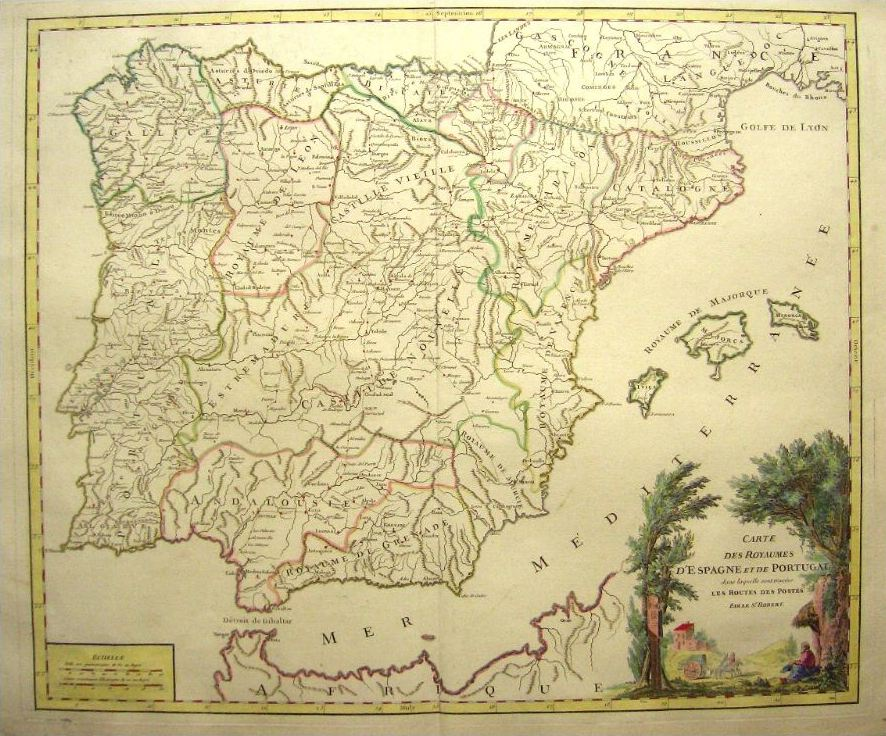
Mapa de las regiones españolas en 1770

Mapa de la división en prefecturas de 1810

El primer intento moderno de crear una estructura territorial homogénea tuvo lugar en 1810, mediante un decreto dictado por el rey José Bonaparte dividiendo el territorio español en 38 prefecturas y 74 subprefecturas. Las prefecturas de Esla (con capital en Astorga), Tormes (con capital en Salamanca) y Águeda (con capital en Ciudad Rodrigo) abarcaban un territorio similar al que posteriormente tendrían las provincias de León, Zamora y Salamanca (si bien la prefectura de Águeda comprendía el norte de la actual provincia de Cáceres). El propósito de la administración josefina era acabar con los particularismos, a los que se achacaba el origen de la resistencia a la nueva administración. Esta división territorial sólo se llevó a cabo en las zonas bajo control de las tropas francesas.
En 1811 las Cortes de Cádiz intentaron crear un nuevo régimen liberal, en el que todas las provincias tuvieran las mismas obligaciones. La constitución de 1812 no reconocía la personalidad política de los antiguos territorios históricos, que aparecen únicamente listados en su primer capítulo con el propósito de definir cual era el territorio español. El modelo territorial se dejaba para una ley posterior, que nunca llegaría a promulgarse. En 1813 la administración interina española encargó la redacción de una nueva división provincial a Felipe Bauzá, director del Depósito Hidrográfico. La propuesta de Bauzá determinaba varios tipos de provincias: las de primer orden, que eran las de mayor importancia y población; las de segundo orden, diecisiete más las tres provincias vascongadas; finalmente, las gobernaciones en las que se dividían las provincias de primer orden. La propuesta fue simplificada a la hora de ser presentada a las cortes, quedando reducida a 37 provincias principales y siete provincias subalternas, usando criterios históricos. En lo relativo a los territorios que formarían posteriormente las provincias adscritas a la región leonesa, se creó una provincia con capital en León, con una provincia subalterna con capital en Astorga, y una provincia con capital en Salamanca. Pero nada de esto se aprobó, y el regreso de Fernando VII supuso la vuelta al Antiguo Régimen, con ciertas modificaciones. En 1817 España estaba dividida en 29 intendencias y 13 consulados.
Durante el Trienio Liberal, en enero de 1822 se aprueba, con carácter provisional, una división provincial de España en 52 provincias, sin ninguna adscripción regional o histórica. En 1822 se restablecieron los intendentes provinciales como delegados de Hacienda. Pero la caída del gobierno liberal y la restauración del absolutismo dio al traste con el proyecto. En 1823 se restablecen las provincias del Antiguo Régimen por lo que el plan de 1822 nunca llegó a entrar en vigor.

### La división territorial en provincias y regiones (1833)

Mapa de la división territorial de España en 1833 en regiones por Javier de Burgos

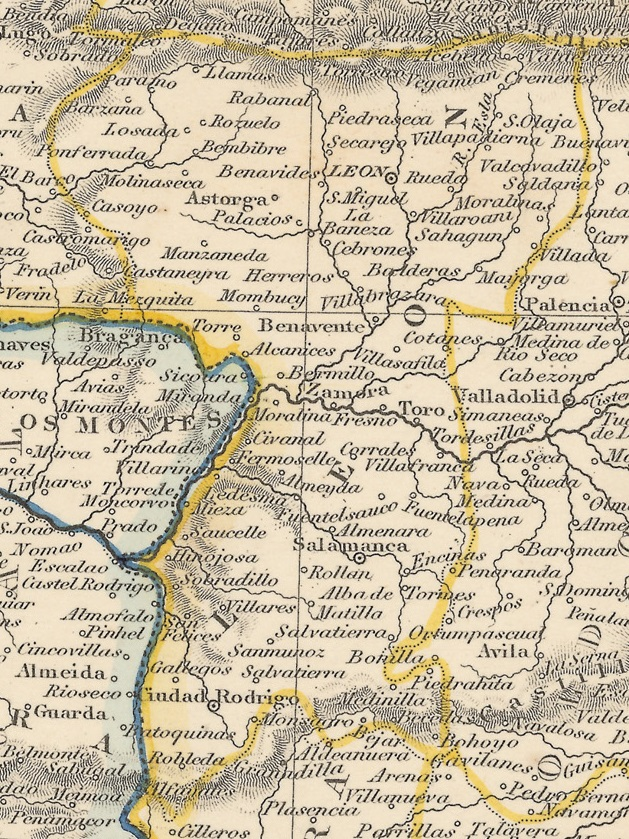
Detalle del mapa Spain and Portugal, realizado en 1850 por J. Dower, en el que se puede observar la Región Leonesa

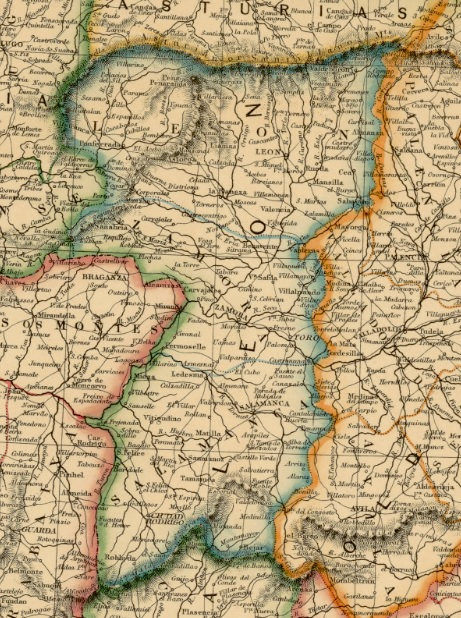
Detalle de la Región Leonesa en el mapa Spain and Portugal, realizado en 1869 por Edward Weller

Mediante un decreto en noviembre de 1833, su secretario de estado de Fomento, Javier de Burgos, creó un Estado centralizado dividido en 49 provincias. 
Las provincias recibieron el nombre de sus capitales (excepto cuatro de ellas, que conservaron sus antiguas denominaciones: Navarra, con capital en Pamplona, Álava con Vitoria, Guipúzcoa con San Sebastián y Vizcaya con Bilbao). 
El proyecto es prácticamente el mismo que el de 1822, pero sin las provincias de Calatayud, Vierzo y Játiva; además, otras provincias cambian de nombre al cambiar de capital.

Real Decreto de 30 de noviembre de 1833.

Artículo 1. El territorio español en la Península e Islas adyacentes queda desde ahora dividido en cuarenta y nueve provincias que tomarán el nombre de sus capitales respectivas excepto las de Navarra, Álava, Guipúzcoa y Vizcaya, que conservan sus actuales denominaciones.

Artículo 2. La Andalucía, que comprende los reinos de Córdoba, Granada, Jaén y Sevilla, se divide en las ocho provincias siguientes: Córdoba, Jaén, Granada, Almería, Málaga, Sevilla, Cádiz y Huelva. El de Aragón se divide en tres provincias, a saber: Zaragoza, Huesca y Teruel. El principado de Asturias forma la provincia de Oviedo. Castilla la Nueva continúa dividida en las cinco provincias de Madrid, Toledo, Ciudad Real, Cuenca y Guadalajara. Castilla la Vieja se divide en ocho provincias, a saber: Burgos, Valladolid, Palencia, Ávila, Segovia, Soria, Logroño y Santander. Cataluña se divide en cuatro provincias: Barcelona, Tarragona, Lérida y Gerona. Extremadura se divide en las de Badajoz y Cáceres. Galicia en las de Coruña, Lugo, Orense y Pontevedra. El reino de León en las de León, Salamanca y Zamora. El de Murcia en las de Murcia y Albacete. El de Valencia en las de Valencia, Alicante y Castellón de la Plana. Pamplona, Vitoria, Bilbao y San Sebastián son las capitales de las provincias de Navarra, Álava, Vizcaya y Guipúzcoa. Palma la de las Islas Baleares. Santa Cruz de Tenerife la de las Islas Canarias..

Las provincias se adscribían de forma nominal a regiones históricas, las cuales carecían de competencias y de órganos comunes para las provincias que agrupaban, teniendo un carácter meramente clasificatorio, sin pretensiones de operatividad administrativa. 
A la región de León se adscribían las provincias de León, Salamanca y Zamora. 
Esta reforma llevada a cabo en 1833 se ha mantenido prácticamente sin cambios hasta la actualidad. 
Sin embargo, se adjudicaron a las provincias de Valladolid y Palencia algunos territorios que pertenecían al viejo reino de León, de modo que, dada la falta de entidad jurídica de las viejas regiones, todavía hacia los años de 1950 se estudiaba en ciertas partes de España que las provincias de Valladolid y Palencia pertenecían a León.[cita requerida]
No obstante, las provincias de Valladolid y Palencia aparecerán en algunos mapas posteriores al decreto formando parte de la región denominada reino de León, como se encontraba en el Mapa general de España, dividido en sus actuales provincias de Tomás López, 1802, quien incluía además el principado de Asturias en la región leonesa.
Así en la Geografía general de España: comparada con la primitiva, antigua y moderna de Juan Bautista Carrasco (1861) el viejo reino de León, con toda la tierra «conquistada por los reyes de Oviedo», comprendía las «Nuevas provincias creadas en 1833» de León, Palencia, Salamanca, Valladolid y Zamora, en tanto el Reino de Castilla, «comarca que hoy se distingue por Castilla la Vieja, libre de los Árabes en el siglo IX», incluía las nuevas provincias de Ávila, Burgos, Logroño, Santander, Segovia y Soria.

### Intentos de regionalización durante elsigloXIX

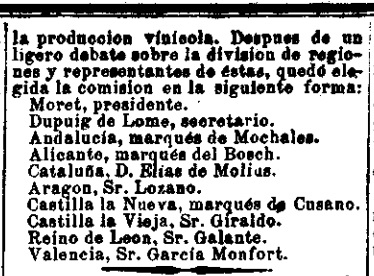
En 1891, el reino de León tuvo representación en la Comisión para cuestiones vinícolas, presidida, precisamente, por Moret

La división territorial de 1833, aunque clasificaba las provincias en regiones, no creaba ningún órgano regional. Durante el siglo XIX hubo varias propuestas de regionalización que, sin embargo, nunca fueron aprobadas. El ministro de Gobernación con Narváez, Patricio de la Escosura, llevó a cabo el primero, mediante un decreto promulgado el 29 de septiembre de 1847, que dividía la península en once gobiernos generales junto con Baleares y Canarias. Uno de los gobiernos generales era el de Castilla la Vieja, que comprendía las provincias de Ávila, León, Oviedo, Palencia, Salamanca, Zamora y Valladolid, con capital en Valladolid. Sin embargo, el decreto no llegó nunca a entrar en vigor.
Un nuevo intento tuvo lugar durante el gobierno de Posada Herrera. El ministro de Gobernación, Segismundo Moret, presentó un proyecto de ley de 6 de enero de 1884, en el que se creaban quince regiones. Mientras que la región de Asturias integraba las provincias de León y Oviedo, la de Valladolid comprendía las provincias de Ávila, Salamanca, Segovia, Valladolid y Zamora.

### La Segunda República (1931-1936)

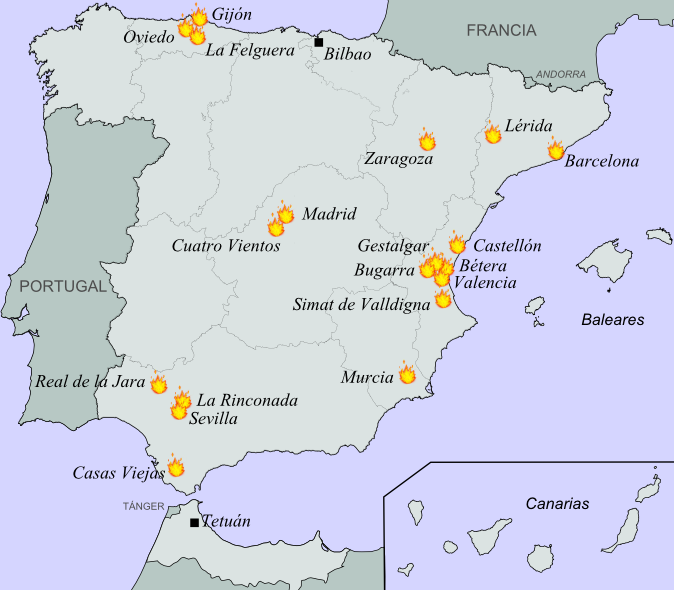
Mapa territorial vigente durante la Segunda República Española. La región leonesa fue una de las que tuvo derecho a nombrar un vocal en el Tribunal de Garantías Constitucionales de este gobierno

El Tribunal de Garantías Constitucionales fue un órgano constitucional español, antecedente del actual Tribunal Constitucional. Según la correspondiente ley orgánica (14 de junio de 1933), entre los vocales electivos que componían el tribunal, existían 14 representantes regionales. Cada región autónoma tenía derecho a nombrar un vocal que la representase, que debía ser elegido por su asamblea legislativa. Para que el resto del país tuviera representación en el Tribunal de Garantías Constitucionales (entonces Cataluña era la única región autónoma) se disponía lo siguiente:

Se considerarán como regiones las siguientes:

Andalucía (provincias de Almería, Cádiz, Córdoba, Granada, Huelva, Jaén, Málaga y Sevilla y las actuales ciudades autónomas de Ceuta y Melilla).

Aragón (provincias de Huesca, Teruel y Zaragoza).

Asturias (provincia de Oviedo).

Baleares.

Canarias (provincias de Las Palmas y Santa Cruz de Tenerife).

Castilla la Nueva (provincias de Ciudad Real, Cuenca, Guadalajara, Madrid y Toledo).

Castilla la Vieja (provincias de Ávila, Burgos, Logroño, Palencia, Santander, Segovia, Soria y Valladolid).

Extremadura (provincias de Badajoz y Cáceres).

Galicia (provincias de Coruña, Lugo, Orense y Pontevedra).

León (provincias de León, Salamanca y Zamora).

Murcia (provincias de Albacete y Murcia).

Navarra (provincia homónima).

Valencia (provincias de Alicante, Castellón y Valencia).

Vascongadas (provincias de Álava, Guipúzcoa y Vizcaya).

- Esta inmersión jurídica de todas las regiones de España, con biyectividad a sus respectivas provincias, está considerada, por el profesor Francisco Iglesias Carreño, como el principio de constitucionalización de la regionalización española que, a partir de tal y tan concreto momento, se convirtieron, sin excepción alguna, en regiones constitucionales y, por ello, con adscripción de derechos constitucionales grupales a sus habitantes, que se mantuvieron en la categorización de la Constitución de 1931 y su permanencia en el tiempo.

### La dictadura franquista (1939-1975)

Guion utilizado por la Diputación Provincial de León el 5 de octubre de 1954 con motivo de la imposición de la Medalla de Oro a la Virgen del Camino como patrona de la región leonesa

La dictadura franquista mantuvo sin alteraciones la división provincial de Javier de Burgos, con sus diputaciones provinciales y los gobernadores civiles al frente de cada una de ellas, como delegado permanente del gobierno y primera autoridad de la provincia según el Reglamento de Organización, Funcionamiento y Régimen Jurídico de las Corporaciones locales, aprobado por Decreto de 17 de mayo de 1952, y el posterior de 10 de octubre de 1958 por el que se regulaban sus atribuciones. Las regiones, como en el decreto de 1833, carecían de personalidad jurídica y de funciones políticas o administrativas, por lo que en algunos mapas y libros de texto podían encontrarse adscritas por razones históricas a la región leonesa las provincias de Palencia y Valladolid. Así en la popular Enciclopedia Álvarez, obra del pedagogo zamorano Antonio Álvarez, de uso común en las escuelas entre 1954 y 1965, se decía que España se encuentra dividida en 15 regiones que «por ser muy antiguas se llaman históricas», subdivididas a su vez en cincuenta provincias y entre ellas la de León, formada por cinco provincias: León, Zamora, Salamanca, Valladolid y Palencia. Por las mismas fechas, el Atlas Universal y de España de la editorial Edelvives presentaba sin embargo la región de León reducida a las tres provincias de la división territorial de Javier de Burgos.

### El proceso autonómico: creación de Castilla y León
La aprobación por referéndum de la Constitución española de 1978 estableció el marco para la descentralización territorial del Estado, planteada a través de comunidades autónomas.
Durante el proceso preautonómico, surgieron numerosos grupos leonesistas que reivindicaron la creación de una comunidad autónoma que comprendiera las provincias de León, Zamora y Salamanca: en Zamora Ciudadanos Zamoranos (CC.ZZ.), en Salamanca el Grupo Regionalista Salmantino (GRES), y en León el Concejo Abierto Leonés (CAL), Jóvenes Nacionalistas Leoneses (JNL), la Asamblea Independiente Leonesa (AIL), el Grupo Autonómico Leonés (GAL) o la Asamblea Regionalista Leonesa.
Además, durante esos años y el resto de la década de 1980, se empezaron a organizar los primeros partidos políticos propiamente leonesistas, como el Bloque Autonomista del País Leonés, el Partido Nacionalista Leonés (PNL), el Partido Regionalista del País Leonés (PREPAL), con su organización juvenil Juventudes Leonesistas (JJLL), el Bloque Agrario (BA), o la Unión Leonesista (UNLE).
Se aprobó el régimen pre-autonómico de Castilla y León formado inicialmente por las provincias que se habían adscrito a León en la reforma de 1833 (Salamanca, Zamora y León) y las adscritas a Castilla La Vieja (Santander, Logroño, Palencia, Valladolid, Segovia, Soria, Ávila y Burgos). Posteriormente, Santander y Logroño se descolgaron, formando comunidades uniprovinciales. En acuerdo adoptado el 31 de julio de 1981, la Diputación Provincial de Segovia decidió ejercitar la iniciativa para que Segovia pudiera constituirse en comunidad autónoma uniprovincial, pero en los municipios de la provincia la situación estaba igualada entre los partidarios de la autonomía uniprovincial o con el resto de Castilla y León. Finalmente, la provincia de Segovia se incorporó a la nueva comunidad autónoma mediante la Ley Orgánica 5/1983 por «motivos de interés nacional».  A esto se sumó la resolución del Tribunal Constitucional en la Sentencia 89/1984 de 28 de septiembre, donde se anulaba la revocación de la Diputación de León (13 de enero de 1983) de su primigenio acuerdo sobre el órgano preautonómico de Castilla y León. Coincidiendo con aquella sentencia, se produjeron en León diferentes manifestaciones, que según algunas fuentes, congregaron a un número cercano a los 90 000 asistentes (120 000 según el regionalista PREPAL).
En 1986 surgió un grupo armado terrorista que se autodenominaba Tierra Lleunesa que tras hacer algunos actos a su nombre abandonó cualquier tipo de reivindicación.
En la década de 1990 se crearon la Unión del Pueblo Leonés (UPL) y Conceyu Xoven, su organización juvenil en ese momento.

### El regionalismo leonés en elsigloXXI

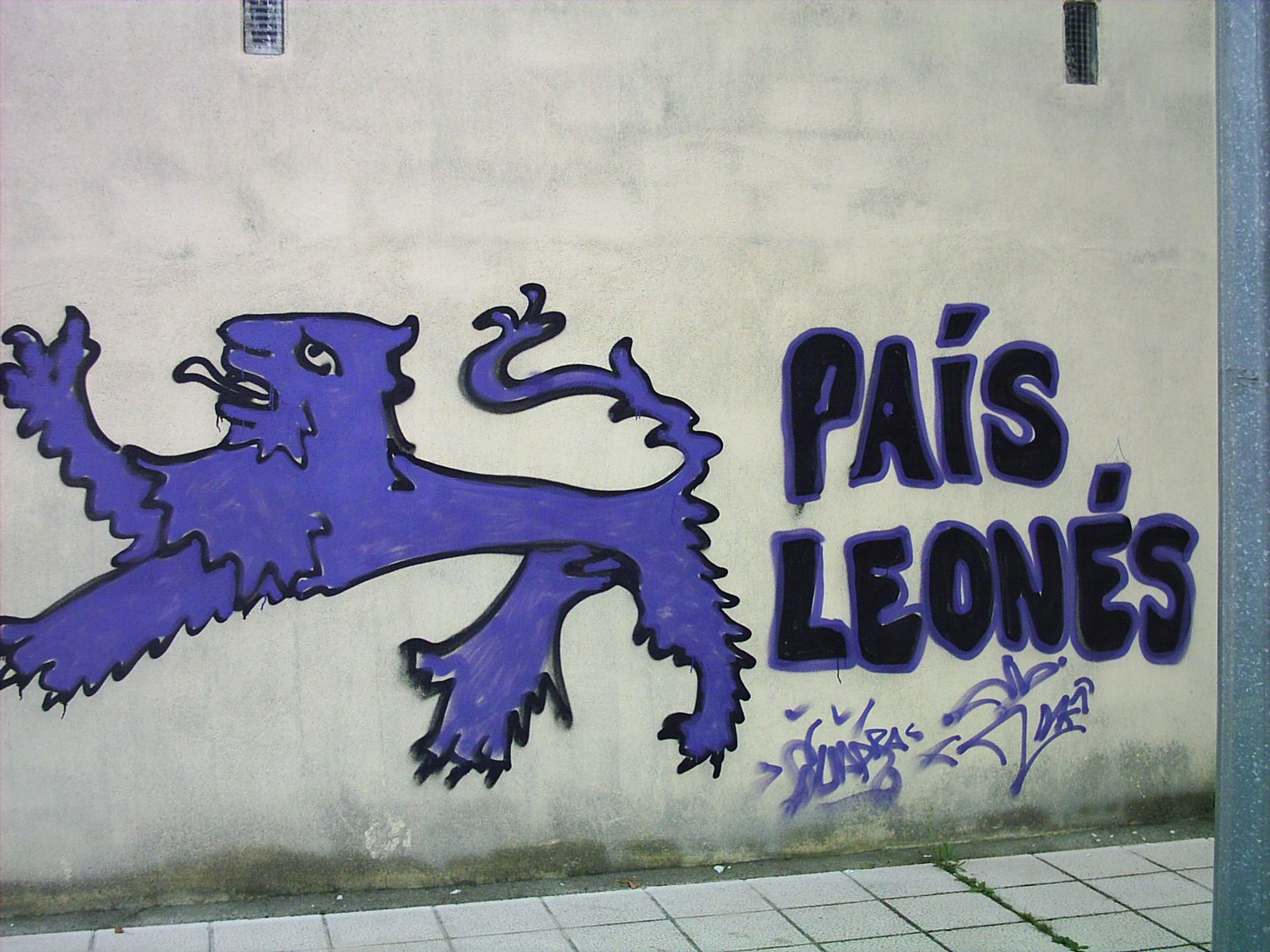
Mural reivindicativo de la identidad leonesa en Salamanca

Durante la primera legislatura de José Luis Rodríguez Zapatero (2004-2008) tuvo lugar la reforma de los estatutos de autonomía de varias comunidades autónomas. En ese contexto, al iniciarse el proceso de reforma del estatuto de autonomía de Castilla y León, la UPL presentó un proyecto alternativo de Estatuto de Autonomía de León y Castilla, en el que proponían los medios para que la provincia de León pudiera acceder a una autonomía propia y para que las provincias de Zamora y Salamanca pudieran ejercer la iniciativa para adherirse a la misma. Hasta que se produjera la segregación, UPL proponía la definición de una comunidad autónoma birregional compuesta por dos territorios (León, incluyendo a las provincias de León, Zamora y Salamanca, y Castilla, incluyendo al resto), que el nombre de la comunidad fuera León y Castilla, que las sedes de la autonomía se repartieran entre los "territorios de León y Castilla" o que el leonés fuera declarado oficial en las tres provincias de León. La enmienda a la totalidad sugerida por UPL, con su propuesta de estatuto como texto alternativo, fue rechazada, contando con un único voto a favor, por lo que el estatuto fue aprobado sin incluir las reivindicaciones de la formación leonesista.

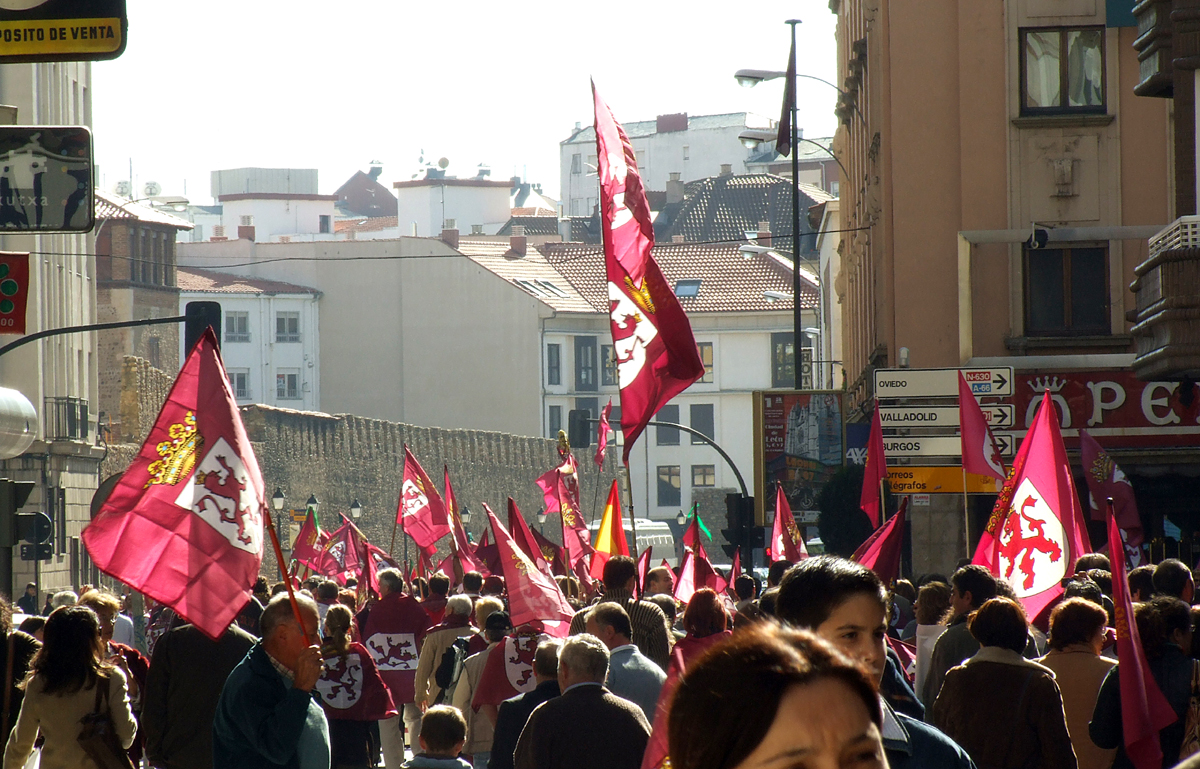
Manifestación a favor de la autonomía leonesa

Mientras tanto, el Colectivo Ciudadanos de la Región Leonesa convocó diversas manifestaciones reclamando la creación de la comunidad autónoma de León. Así, el 3 de junio de 2006 tuvo lugar en León una manifestación en pro de la autonomía leonesa que reunió a unas cinco mil personas. El 29 de octubre del mismo año se celebró una manifestación que reunió a más de cuatro mil personas. El 22 de abril de 2007, víspera del Día de Castilla y León, el Colectivo Ciudadanos de la Región Leonesa congregó a unas diez mil personas, según las fuerzas de seguridad, y más de veinte mil, según los convocantes, para reclamar una autonomía distinta para la región leonesa. Por último, el 28 de octubre de 2007 el leonesismo volvió a salir a la calle en León para pedir la autonomía, congregando a unas tres mil quinientas personas, entre las que se encontraba el propio alcalde de la ciudad. A esto habría que sumar los actos de reivindicación realizados por el PREPAL, como el celebrado el 23 de abril de 2006 en la plaza de la catedral de Zamora, en el que pidió la autonomía para la región leonesa.
Por otro lado, el 11 de mayo de 2013 tuvo lugar una nueva reivindicación leonesista, en este caso en la ciudad de Salamanca, en que más de mil personas se dieron cita reclamando "futuro para la región leonesa", convocados por la Plataforma por el Futuro de la región leonesa.
El 30 de enero de 2019, el grupo Ganemos Salamanca en la Diputación salmantina presentó una iniciativa popular de Colectivo Ciudadanos del Reino de León para pedir la constitución de una región leonesa formada por las provincias de Salamanca, Zamora y León. La moción fue rechazada por PP, PSOE y Ciudadanos. Ganemos Salamanca se abstuvo. Fue la primera vez en el período democrático que se planteó la cuestión regionalista leonesa en la Diputación de Salamanca.
El 27 de diciembre de 2019, el Ayuntamiento de León aprobó una moción para la autonomía de la región leonesa, moción respaldada y aprobada también en decenas de ayuntamientos y juntas vecinales de León, Zamora y Salamanca. Para poder iniciar la tramitación del proceso autonómico se requiere el apoyo de 2/3 de los municipios, y que estos representen la mitad de la población en cada provincia. En la provincia de León, todas las entidades municipales que han aprobado dicha moción, incluyendo la capital leonesa, suman más de la mitad de los habitantes de la provincia, aunque aún no se ha llegado a aprobar en 2/3 de los municipios. 
El 26 de junio de 2024, la Diputación Provincial de León votó a favor de la moción para la autonomía de la Región Leonesa llevado a cabo a través de la corporación leonesista UPL con el apoyo del PSOE de León.

## Geografía

### Geografía física

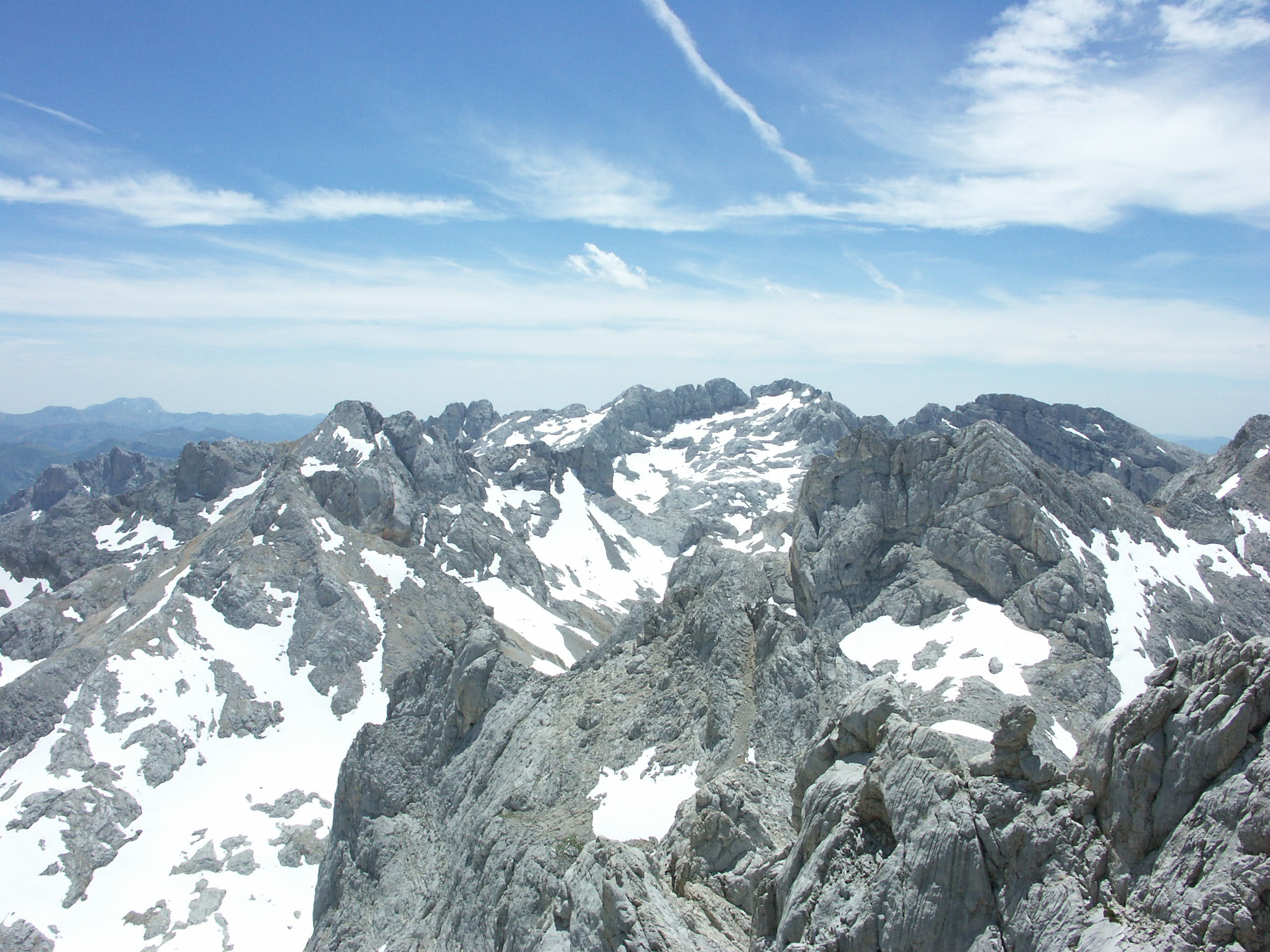
El Llambrión, una de las mayores elevaciones de la cordillera Cantábrica

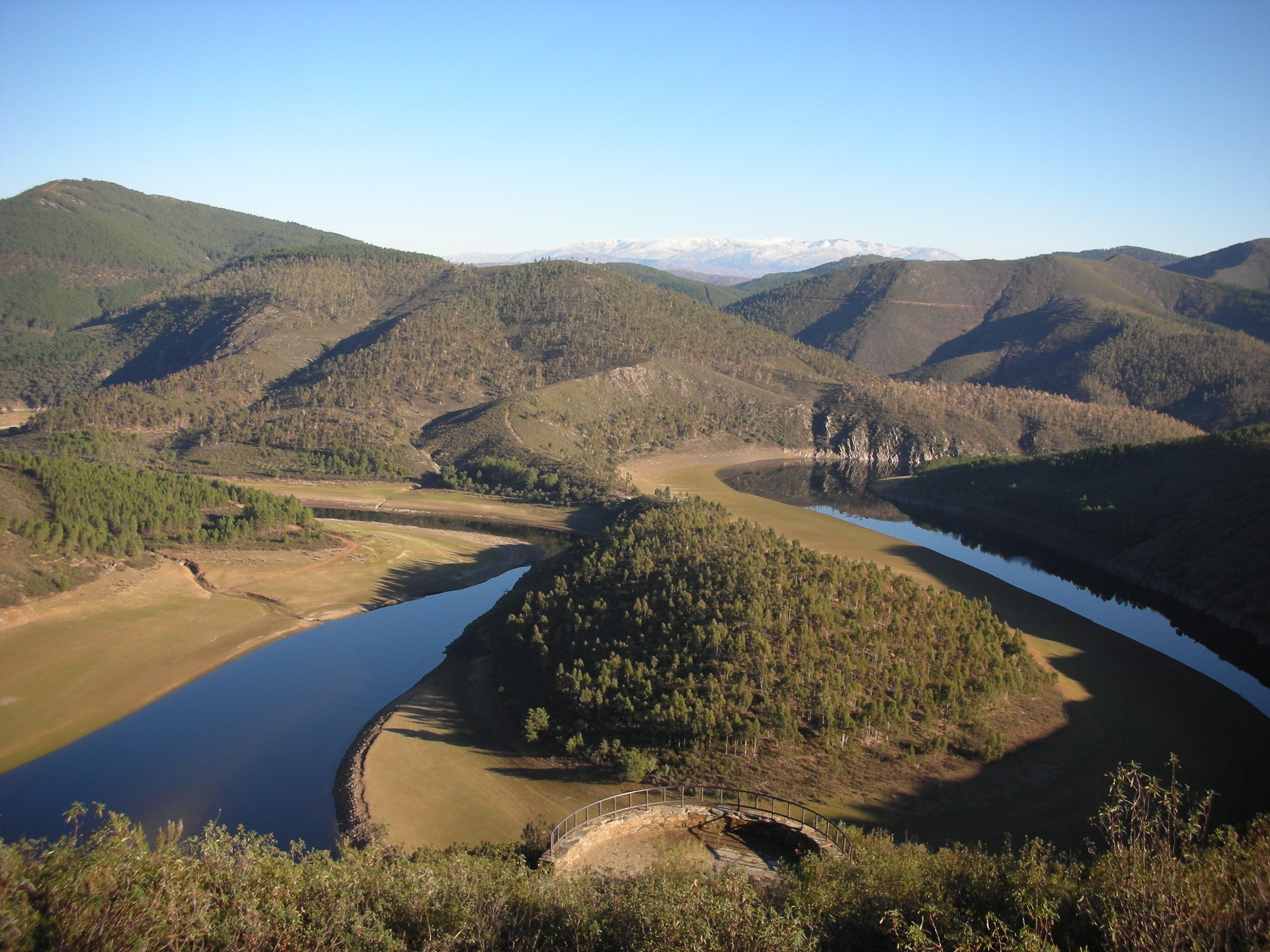
Meandros del Alagón, en la sierra de Francia (sistema Central)

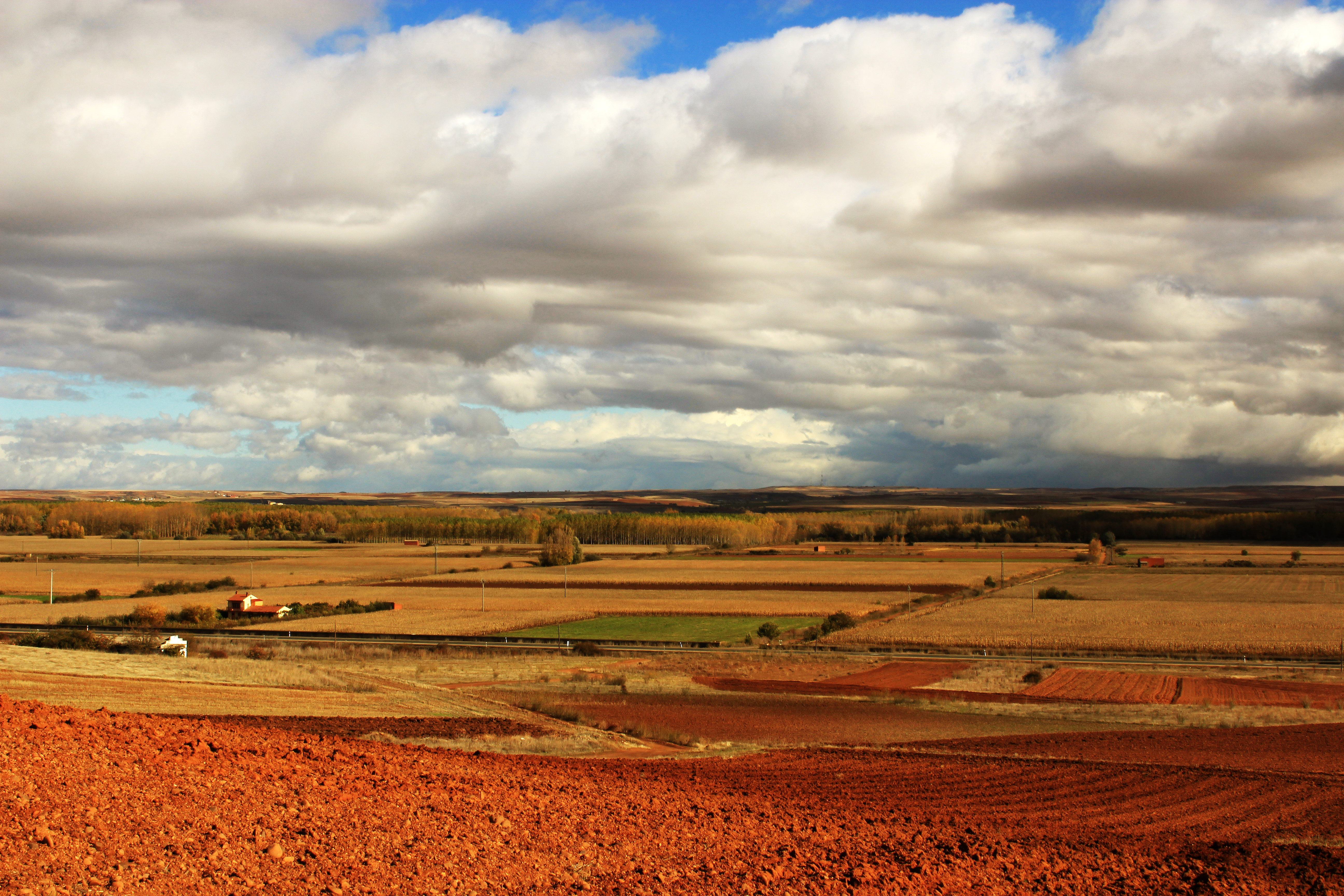
Vista de la meseta en el entorno de la vega del Esla

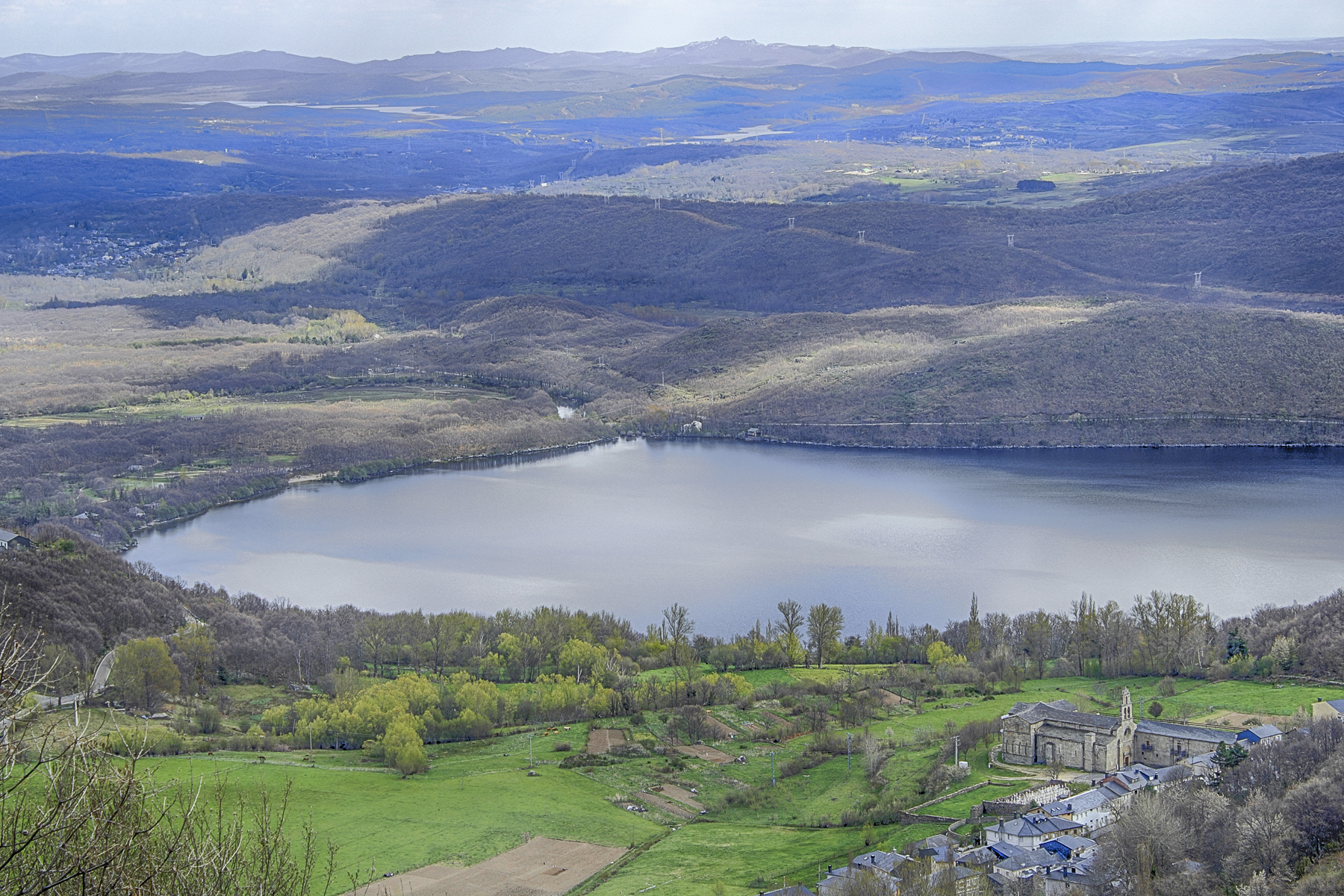
El lago de Sanabria, de origen glaciar

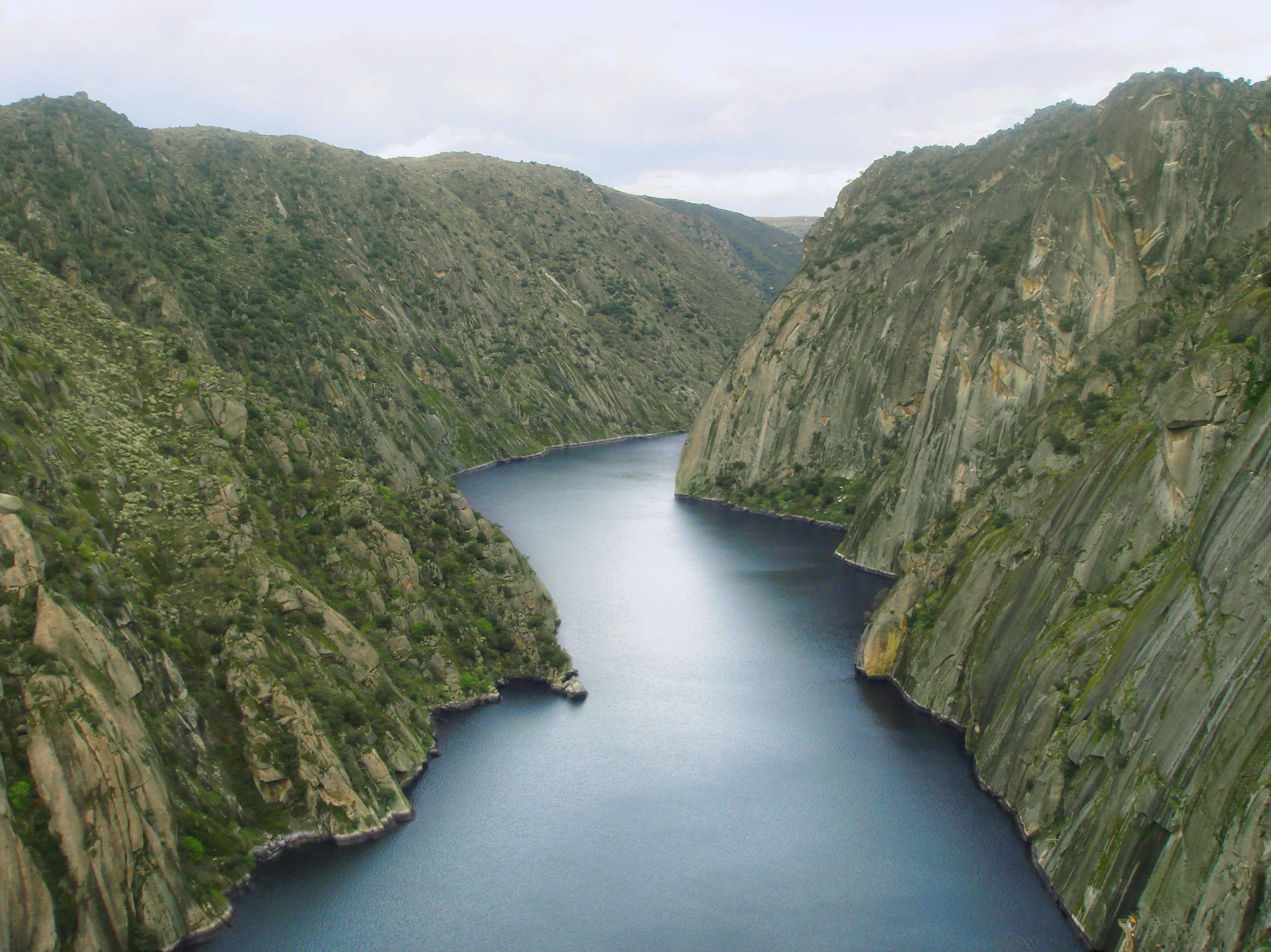
Arribes del río Duero, que posee la mayor cuenca hidrográfica de la región leonesa

La región leonesa tiene una superficie aproximada de 38 491,95 km². Limita al norte con el Principado de Asturias, al oeste con Galicia y Portugal, al sur con Extremadura y al este con Castilla. Su situación geográfica ha favorecido históricamente las comunicaciones humanas y económicas con el sur de la península ibérica a través de la Vía de la Plata y con el este de la submeseta norte.
Cerca del 49,4 % del territorio leonés se dedica a superficie forestal; el 24,7 % a agricultura y ganadería y el 2,27 % a áreas urbanas o de uso artificial del suelo.

#### Topografía
Existen dos elementos geográficos con relevancia dentro de la región de León:
- Áreas montañosas

- Cordillera Cantábrica: Una muralla vertical resultado de la orogenia hercínico-alpina de la que destaca el conjunto de los Picos de Europa y las cangas de su red fluvial (con hoces profundas, como Los Beyos y la Garganta del Cares) y donde se hallan cumbres que sobrepasan los 2500 metros de altitud, como la Torre Cerredo (2648 m) o la Torre del Llambrión (2642 m). Las formas verticales, los circos glaciares, los complejos cársticos, las gargantas, los neveros, las lomas y las cuencas son los elementos más significativos.
- Macizo galaico-leonés: En la zona occidental se halla un abombamiento del macizo paleozoico que se divide en unidades distintas: la sierra de Gistredo, con el pico Catoute (2117 m), los Montes de León, con el Teleno (2188 m), la Sierra de Cabrera, con el Vizcodillo (2121 m) y los montes occidentales como los Ancares, con el Cuiña (1992 m), y el Caurel, con el Montouto (1541 m). En el centro de todas ellas se formó la hoya del Bierzo, caracterizado por un paisaje de campos y vegas. Las cumbres son aplanadas, interrumpidas por alineamientos de crestas de cuarcitas (picos, altos, peñas), y las formas glaciares se manifiestan con ejemplos de valles en U o con lagos como los de Truchillas y La Baña.
En la zona noroccidental los alineamientos empobínentes de oeste a este, dejando corredores fluviales que, en el caso de los ríos Luna y Omaña, abrieron las depresiones que conforman las comarcas de Babia y Omaña. En el sector central, distintos cursos de agua abrieron valles transversales de disposición norte-sur, llegando a formar en algunas ocasiones gargantas como las Hoces de Vegacervera o las Hoces de Valdeteja. El modelado glaciar y el modelado cárstico dejaron su huella con formaciones como la cueva de Valporquero.
- Sistema central: Haciendo de frontera sur de la región, se trata de un acortamiento de la Placa Ibérica por el choque de las placas Euroasiática y Africana. El sistema se levantó en la orogenia alpina, en el Cenozoico, aunque los materiales sobre los que se asienta (la plataforma granítica meseteña) sean anteriores. Las sierras más importantes son las de Béjar, Francia, Las Quilamas y Gata. Los picos más altos son el Canchal de la Ceja (2429 m), el Calvitero (2401 m) u Hoya Moros (2380 m).
- La Meseta

Esta gran llanura ocupa la parte central de la región, con una altitud media de entre 700 y 1000 metros. A estos relieves llanos y elevados se los conoce localmente como chanes o páramos de rañas. En estas zonas, sobre los materiales sedimentarios la erosión creó valles amplios con interfluvios que apenas destacan.

#### Hidrografía
Ríos.
Los ríos más importantes son aquellos adscritos a la cuenca hidrográfica del Duero, si bien cabe destacar también los ríos Alagón y Cuerpo de Hombre en la cuenca hidrográfica del Tajo, y el río Sil en la cuenca hidrográfica del Miño-Sil. En cuanto al río Duero, el más importante de los que discurren por la Región Leonesa, recibe en su recorrido por esta numerosos afluentes. Así, del norte descienden los ríos Valderaduey y el Esla, vertiendo a este último su caudal afluentes como el Porma, el Bernesga, el Cea o el Órbigo. Asimismo, desde el sur los afluentes más importantes del Duero en la Región Leonesa por su orilla izquierda son el Tormes, el Huebra, el Águeda, o el Yeltes, todos procedentes del Sistema Central.
Lagos.
La Región Leonesa acoge gran cantidad de lagos y lagunas. En la provincia de León cabe destacar el lago Ausente, el Isoba, el lago de La Baña, el lago de Truchillas, el pozo Cheiroso, la laguna de Villadangos, la laguna de Cal o la de Chozas de Arriba. Por su parte, en la provincia de Zamora los más importantes son el Lago de Sanabria, de origen glaciar (uno de los más importantes de la península ibérica) y las Lagunas de Villafáfila. Asimismo, hay otras lagunas de menor entidad en la provincia zamorana, como la Laguna del Teso Gordo entre Sobradillo de Palomares y La Tuda, o la Laguna Carballo en Villamor de la Ladre. En cuanto a la provincia de Salamanca, destacan la Laguna del Cristo en Aldehuela de Yeltes, las Lagunas de Tamames, las lagunas de la sierra de Béjar, la Laguna de San Marcos en La Alberca, las Lagunillas de Cabrillas, la laguna de Campalambero en Trabanca, la Laguna del Rincón en Villasrubias, la Laguna Lengua de Palencia de Negrilla, la Laguna Grande de Arcediano, o la Laguna de Pedrosillo el Ralo, entre otras.
Embalses.
Creados artificialmente generalmente para la obtención de energía eléctrica, los más importantes son los de Almendra y Ricobayo por su capacidad, así como otros también en la cuenca del Duero como los de Riaño, Santa Teresa, Porma, Barrios de Luna, Cernadilla o Valparaíso, además del de Bárcena en la cuenca del Sil, siendo usados algunos de ellos también para la práctica de deportes náuticos. En el centro de la región destaca la que fue una de las primeras centrales hidroeléctricas de España, la de El Porvenir en San Román de los Infantes, mientras que por su potencia de producción eléctrica destacan las presas de Aldeadávila de la Ribera y Saucelle. En todo caso, más allá de los más importantes, son numerosos los embalses que posee la región, como los de San Sebastián, Matalavilla, Águeda, Irueña, Navamuño, Casares o Agavanzal, entre otros.

#### Clima
El clima predominante en la región leonesa es el mediterráneo continentalizado, aunque con matices en algunas zonas. Se trata de un clima seco y con temperaturas bajas en invierno, cálidas en verano y suaves en las estaciones intermedias.
Son frecuentes las heladas que persisten en las zonas montañosas. El noroeste y las sierras del sistema Central tienen una clara influencia atlántica, pero es evidente la presencia del clima alpino en las cotas más elevadas.
En general es muy característica la enorme amplitud térmica (desde los -10 a los 35 °C).
Las precipitaciones se reparten de forma irregular a lo largo del año y dependiendo de la zona. Así, en el norte y noroeste se alcanzan los 1500 mm anuales mientras que en el centro y sur se llegan a los 500 mm. Dichas precipitaciones se concentran sobre todo en el otoño y la primavera con un mínimo en verano, acentuado especialmente en la meseta, y en forma de nieve en el invierno.

### Geografía humana

Mapa mostrando, en azul, los territorios que conforman la región leonesa

En la siguiente tabla se muestra la superficie y población de las provincias integrantes de la región leonesa según el censo de población del INE a 1 de enero de 2023. Según estos datos, una hipotética comunidad autónoma leonesa en la actualidad se situaría en 15.º puesto en cuanto a población total, por delante de Navarra, Cantabria y La Rioja, aunque en el último puesto en términos de densidad de población. La superficie total de una comunidad autónoma leonesa integrada por las provincias de León, Zamora y Salamanca sería de 38 490 km², ocupando la sexta posición a nivel estatal. Esta hipotética comunidad autónoma tendría un PIB de 19 961 millones de euros, tan solo por delante de Extremadura (19 498 millones), Navarra (19 554), La Rioja (18 513) y Cantabria (13 801), y penúltima si solo se tuvieran en cuenta las comunidades pluriprovinciales.
| Escudo | Nombre    | Población (2023) | Porcentaje población | Densidad (hab./km²) | Superficie (km²) | Porcentaje superficie | Mapa |
| ------ | --------- | ---------------- | -------------------- | ------------------- | ---------------- | --------------------- | ---- |
|        | León      | 448 573          | 47,59 %              | 28,79               | 15 580           | 40,48 %               |      |
|        | Zamora    | 166 927          | 17,71 %              | 15,81               | 10 561           | 27,44 %               |      |
|        | Salamanca | 327 089          | 34,70 %              | 26,49               | 12 349           | 32,08 %               |      |
| Total  | Total     | 942 589          | 100 %                | 24,49               | 38 490           | 100 %                 |      |

#### Demografía
En enero de 2023, la población de la región leonesa estaba distribuida por provincias de la siguiente manera: León, 448 573 hab.; Zamora, 166 927 hab.; y Salamanca, 327 089 hab. La región leonesa está escasamente poblada, con una densidad de población inferior a 25 hab./km² (la media nacional se sitúa en 95,04 hab./km²), y en claro declive demográfico, especialmente en las zonas rurales e incluso en los pequeños pueblos tradicionales. Las características demográficas de la región muestran un notable envejecimiento de la población con una muy baja tasa de natalidad y una mortalidad que se acerca al promedio nacional. Muchos de los habitantes del territorio, que se dedicaban principalmente a la agricultura y la ganadería, fueron abandonando progresivamente la región, dirigiéndose hacia zonas urbanizadas. Esta situación se agravó aún más tras el final de la guerra civil, con el aumento de la migración rural. Durante los años sesenta y ochenta, los grandes núcleos urbanos y capitales de provincia experimentaron un ligero aumento poblacional debido a un exhaustivo proceso de urbanización, pero a pesar de ello, la región leonesa continúa sufriendo una severa despoblación. Este fenómeno también se refleja en el número de municipios de menos de 100 habitantes, que se multiplicó por siete entre 1960 y 1986. Además de las capitales de provincia, destacan por su población ciudades como Ponferrada y San Andrés del Rabanedo en León, Benavente en Zamora y Béjar o Ciudad Rodrigo en Salamanca. La región leonesa únicamente contaba con dos ciudades con población superior a 100 000 habitantes en 2023: Salamanca (143 954 hab.) y León (121 281 hab.).
| 1                                               | Salamanca               | 143 954 | 11 | Astorga                 | 10 321 |
| 2                                               | León                    | 121 281 | 12 | La Bañeza               | 10 047 |
| 3                                               | Ponferrada              | 62 963  | 13 | Toro                    | 8349   |
| 4                                               | Zamora                  | 59 259  | 14 | Bembibre                | 8196   |
| 5                                               | San Andrés del Rabanedo | 29 961  | 15 | Villablino              | 7845   |
| 6                                               | Villaquilambre          | 18 765  | 16 | Valverde de la Virgen   | 7687   |
| 7                                               | Benavente               | 17 261  | 17 | Carbajosa de la Sagrada | 7555   |
| 8                                               | Santa Marta de Tormes   | 14 683  | 18 | Villamayor              | 7539   |
| 9                                               | Béjar                   | 12 021  | 19 | Villares de la Reina    | 6576   |
| 10                                              | Ciudad Rodrigo          | 11 810  | 20 | Peñaranda de Bracamonte | 6079   |
| Fuente: Instituto Nacional de Estadística (INE) |                         |         |    |                         |        |

Desde la creación de la comunidad autónoma de Castilla y León, en 1983, hasta 2022 la región leonesa ha perdido 177 529 habitantes. Esta disminución poblacional, por provincias, se sitúa en torno a los 80 000 habitantes perdidos por León, 60 000 por Zamora y 40 000 por Salamanca en periodo autonómico.
Gráfico de evolución demográfica de la región leonesa por provincias entre 1900 y 2021